# Élèves non scolarisés antérieurement
 (décembre 2013).
Si vous disposez d'ouvrages ou d'articles de référence ou si vous connaissez des sites web de qualité traitant du thème abordé ici, merci de compléter l'article en donnant les références utiles à sa vérifiabilité et en les liant à la section « Notes et références ».
 (mai 2025).
En France, les élèves allophones nouvellement arrivés (EANA) ont parfois été très peu ou pas du tout scolarisés. Dans ce cas, on les appelle non ou peu scolarisés antérieurement (NSA). Ils sont regroupés dans des UPE2A-NSA (nouvelle dénomination des CLA-NSA d'après la circulaire n° 2012-141 du 2-10-2012). Ces classes sont à effectif restreint et à profil, organisées par les CASNAV de l'Éducation nationale, au sein d'écoles primaires, de collèges ou de lycées. Il s'agit en fait de classes d'accueil réservées aux élèves non scolarisés antérieurement : on les nomme officiellement UPE2A-NSA, par opposition aux UPE2A habituelles qui accueillent des élèves allophones ayant été scolarisés régulièrement.

## Public cible
Les classes d'EANA-NSA accueillent exclusivement des élèves non scolarisés ou très peu scolarisés dans leur pays d'origine (les cas de non scolarisation d'élèves ayant toujours résidé en France sont très rares, l'instruction en France étant obligatoire dès 6 ans). L'enseignement qui y est dispensé a peu à voir avec le FLS, le FLE ou même l'alphabétisation telle qu'on peut la concevoir dans une association de quartier. Il s'agit en effet de classes d'adolescents, devant à la fois apprendre à lire, écrire, etc., mais devant aussi apprendre à apprendre ; en outre ils sont fréquemment confrontés pour la première fois aux règles de vie occidentales dans un collège et dans un groupe.
Les élèves de ces classes ont l'âge d'aller au collège (de 11 à 15 ans le 1er septembre). Plus jeunes, ils sont scolarisés en UPE2A au niveau de l'école élémentaire. Plus âgés (plus de 16 ans), ils peuvent être scolarisés dans des dispositifs MLDS-FLE ou ARTP FLE - Atelier de Remobilisation à Temps Plein à dominante Français Langue Étrangère (dispositif qui relève de la MLDS - Mission de Lutte contre le Décrochage Scolaire). Des structures bénévoles (alphabétisation à la Croix-Rouge par exemple) peuvent alors leur donner les bases de la culture écrite.

## Les contenus d'enseignement
Les élèves reçoivent principalement des cours d'alphabétisation et de calcul ; ils intègrent aussi les cours d'EPS voire d'Arts plastiques et de musique (ces cours nécessitent en effet moins de connaissances en lecture et écriture). Les cours de technologie peuvent être un lieu de projet, et d'une première approche de l'informatique (et du clavier), par exemple, ou encore l'occasion d'apprendre à organiser son travail, à répartir les tâches ou les planifier dans un tableau, manipuler quelques outils, les ranger à la bonne place : autant de connaissances précieuses pour des élèves n'ayant jamais vraiment connu ce qu'est l'organisation.
En théorie, les NSA sont d'abord regroupés « auprès d'un enseignant qui les aidera dans un premier temps à acquérir la maîtrise du français dans ses usages fondamentaux. Dans un second temps, on se consacrera à l'enseignement des bases de l'écrit, en lecture et en écriture.
L'effectif de ces classes ne doit pas dépasser quinze élèves, sauf cas exceptionnel.
Il convient néanmoins d'intégrer ces élèves dans les classes ordinaires lors des cours où la maîtrise du français écrit n'est pas fondamentale (EPS, musique, arts plastiques...), et cela pour favoriser plus concrètement leur intégration dans l'établissement scolaire. Ils doivent également pouvoir participer, avec leurs camarades, à toutes les activités scolaires. »
La plus ou moins grande intégration d'un élève dans sa classe de niveau dépend donc de sa capacité à suivre un cours en français, mais aussi de la place de l'écrit dans ce cours (ainsi certains professeurs dictent et d'autres écrivent le cours au tableau, ce qui change tout pour un élève qui a des difficultés à l'écrit).

### Différence avec l'alphabétisation pour adultes

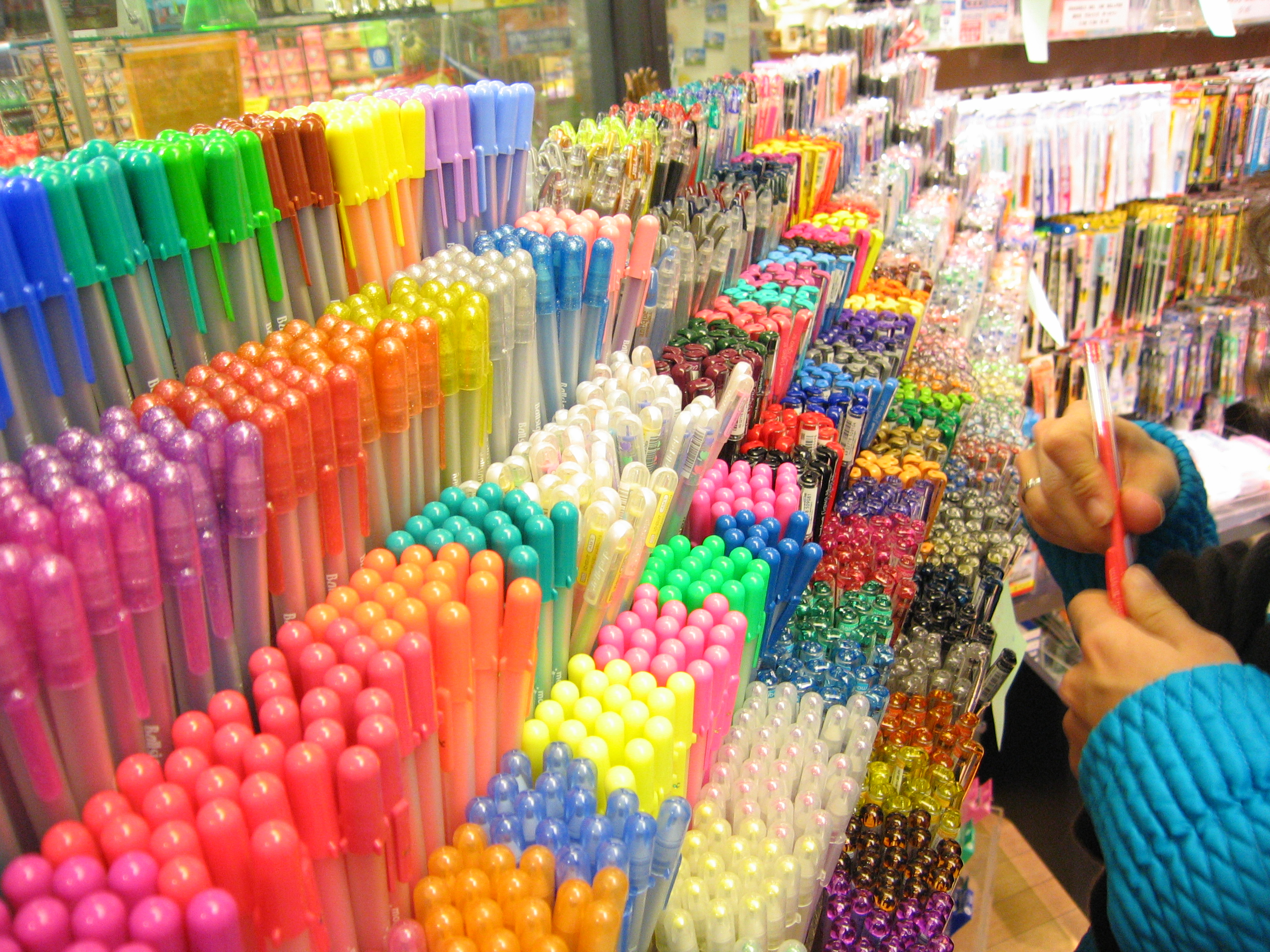
Les NSA doivent apprendre les bases de la culture écrite : matériel, méthode, rigueur.

#### Différences d'objectifs d'enseignement
La différence majeure entre les associations de lutte contre l'illettrisme et les classes de NSA est qu'il s'agit pour ces dernières d'un public exclusivement mineur, ce qui est beaucoup plus rare dans les associations. Il s'ensuit que le contenu des cours est différent. L'assiduité aux cours de NSA est exigée par la loi, le comportement demandé est plus scolaire, et les objectifs rejoignent ceux de l'école primaire pour le développement cognitif.
Les cours d'alphabétisation, dans une association bénévole pour adultes, ont en effet un contenu souvent moins scolaire que les cours de NSA. L'élève de NSA doit par exemple avoir son matériel chaque jour sous peine de punitions, composé de tout un attirail de compas, stylos, ardoises, etc., lorsque l'association bénévole n'a souvent pas autant d'exigence, du moins pas autant que vis-à-vis d'enfants, la lutte contre l'illettrisme pouvant s'accompagner d'aide matérielle (ce qui n'est pas prévu au collège par le B.O. sus-mentionné, même si les collèges fournissent souvent du matériel scolaire aux familles en difficulté).
Les objectifs des associations de lutte contre l'illettrisme sont aussi d'un plus court terme, correspondant en fait à des mesures d'urgence pour un public éphémère (rarement plus de quelques mois). À l'inverse, les élèves NSA sont présents au collège d'un bout à l'autre de l'année, comme les autres collégiens, et dont l'orientation est suivie sur plusieurs années, alors que les élèves adultes des associations sont parfois déjà installés. L'aide administrative, la recherche d'emploi, priment alors sur un parcours scolaire que ces adultes ne peuvent plus construire (des réserves peuvent être faites au sujet des grands adolescents qui fréquentent les associations).
Enfin, c'est bien sûr volontairement que l'adulte s'engage à suivre des cours de lutte contre l'illettrisme, et la loi ne l'oblige pas à respecter cet engagement. Au contraire, l'instruction (donc l'assiduité scolaire, dans le cas des profils NSA) est obligatoire pour tout mineur vivant en France.

### Apprendre à apprendre: une tâche difficile à un âge avancé

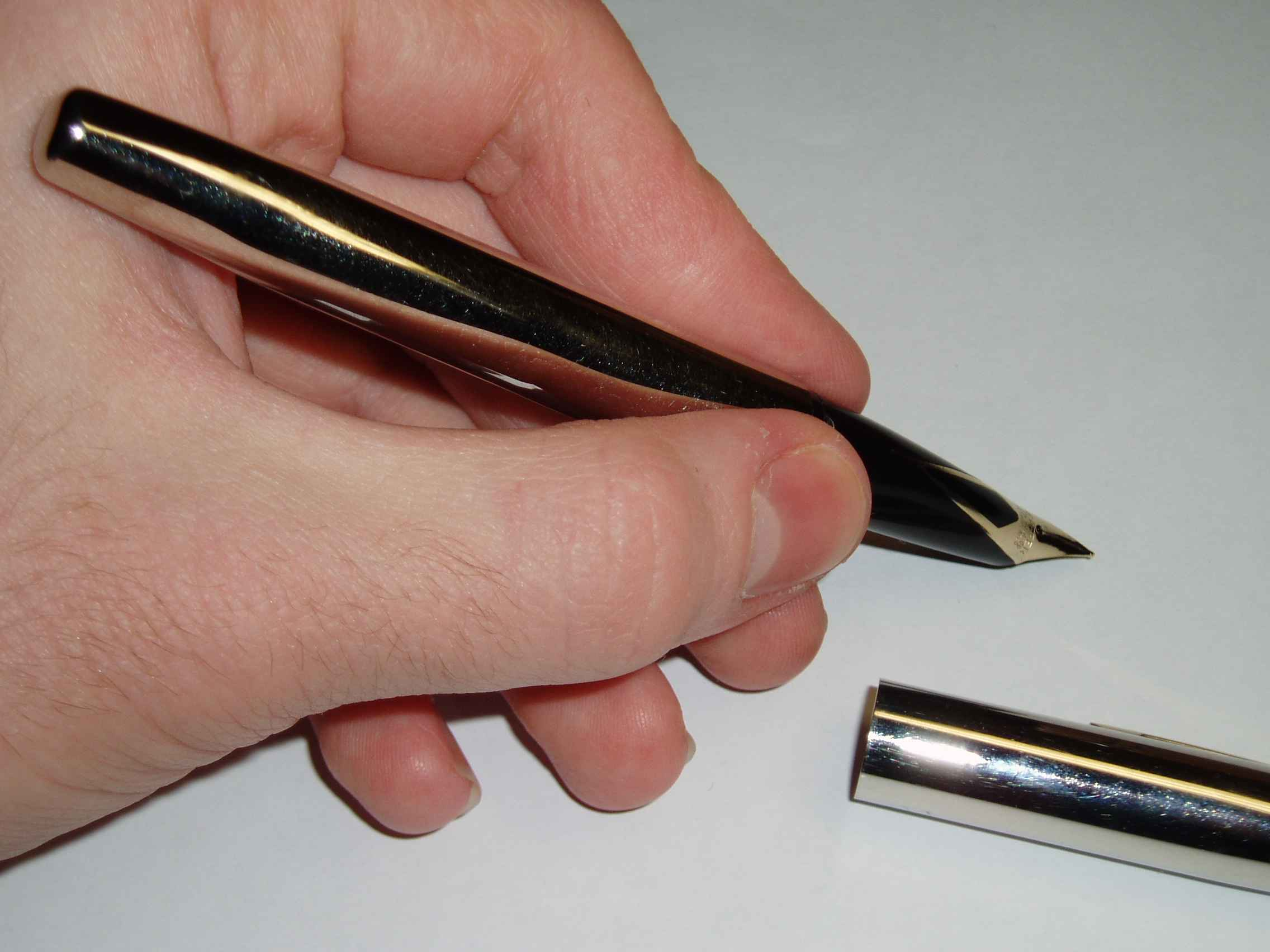
Le stylo, un objet étrange et inutile pour celui qui ne sait pas écrire.

Une particularité des élèves NSA est qu'ils n'ont jamais appris à apprendre. À l'âge où les élèves normaux ont suivi plusieurs années de scolarisation, le fait d'apprendre, de mémoriser est pour les élèves NSA une chose nouvelle et qui reste longtemps difficile et souvent laborieuse. Le but d'une classe de NSA est donc aussi que les élèves apprennent les mots et les rituels de l'école, et, chose tellement importante dans une société moderne et organisée, la méthodologie.
C'est pourquoi les parents d'un élève NSA, lorsqu'il a la chance d'en avoir, considèrent souvent ces premiers apprentissages comme une chance inouïe d'ascension sociale et culturelle. Cette motivation entraîne celle des élèves, qui sont absents pour des raisons autres que celles de l'absentéisme des collégiens normaux : mendicité, travail des enfants, enfants battus, frères et sœurs à garder la journée, etc.
Les élèves normalement scolarisés en France ont appris à apprendre pendant en général 8 ans avant le collège, lentement, correctement, guidés par des professeurs des écoles qualifiés et spécialisés dans leur niveau. Ces élèves, lorsqu'ils arrivent au collège, ont derrière eux toute une culture de méthode, une culture scientifique, qui leur permet de comprendre les implicites d'un cours de 6e. Les NSA, eux, n'ont rien de cette culture. S'ils ont été un peu scolarisés, c'est souvent dans de mauvaises conditions ; par ailleurs leur parcours chaotique (et l'état de leur pays d'origine) fait qu'ils ont pu rester plusieurs années sans aller à l'école.
Ces élèves apprennent donc à apprendre une leçon, un poème par cœur, découvrent les enjeux symboliques d'une note, d'un bulletin, etc. La politesse, très différente dans leur pays d'origine, est une priorité car sources de nombreux malentendus conflictuels entre élèves ou avec les adultes : par exemple le respect des autres dans la classe, ne pas parler sur la voix des autres, se lever face à un adulte, vouvoyer le professeur, comment interpeller les gens, etc. Le professeur doit alors faire la part de ce qui relève de l'ignorance authentique et de ce qui relève de la transgression.
D'un point de vue technique, tenir un stylo constitue souvent la première leçon. Ce choc n'est pas toujours bien vécu par les élèves ayant connu une ébauche ratée de scolarisation dans leur pays d'origine. Au cours de l'année, apprendre à lire, écrire, calculer, tracer des figures, mais aussi colorier, découper, plier, etc., se fait différemment d'à l'école primaire, car dans un but d'intégration au collège ; d'autre part les adolescents n'ont pas les mêmes préoccupations que les enfants. Le professeur de NSA doit donc fabriquer lui-même ses leçons et ses exercices, les manuels de primaire se révélant totalement inadaptés aux NSA.

### Apprendre à tenir une fourchette, objet jamais vu avant
Ainsi, scolariser les élèves signifie leur donner les moyens d'apprendre des contenus : apprendre à apprendre, mais aussi apprendre à être un élève, c’est-à-dire à jouer dans la cour, à sortir malgré le froid et à prévoir des vêtements d'hiver, à faire la queue à la cantine, à tenir une fourchette, un couteau, lire l'heure, prévoir l'heure, ne pas être en retard, être propre sur soi, savoir ce qu'est une poubelle, etc.
Ces lacunes entraînent parfois un rejet de la part des collégiens du cursus classic.

## Cursus de ce type d'élèves
En général, après une année en classe UPE2A-NSA, les élèves peuvent suivre une deuxième année en UPE2A ou bien des cours de FLS afin de renforcer leur niveau de français. Ces élèves sont parfois francophones : les UPE2A s'adaptent à ce genre de profil (voir l'article). Un élève ne doit pas rester plus d'un an en UPE2A. Cependant des dérogations à ces règles existent et sont nécessaires, notamment lorsque l'élève est arrivé au milieu de l'année, au gré du flux migratoire : quelques mois dans une classe NSA ne sont parfois pas suffisants. Par ailleurs il existe selon les académies des classes NSA où les élèves restent en NSA, la NSA étant comme une filière parallèle. Les politiques d'intégration scolaire sont très différentes selon les académies voire les départements. Ces différences sont justifiées par des choix politiques, souvent en raison du milieu (importance de l'immigration, de l'alphabétisation, académies urbaines ou rurales, etc.).
En Essonne, le cursus habituel de ces élèves est de rester un an en UPE2A-NSA ; puis ils vont en UPE2A. Au cours de l'année d'UPE2A, ils peuvent progressivement intégrer les classes de niveau (6e, 5e, etc.). Deux ans d'adaptations minimum sont ainsi donnés aux élèves non scolarisés antérieurement dans leur pays d'origine. Enfin, la troisième année de leur arrivée en France, ils peuvent recevoir un soutien linguistique (quelques heures de français en plus par semaine).